# Эльба-Хафель-канал
Э́льба-Ха́фель-канал (нем. Elbe-Havel-Kanal) — канал в Германии. Длина — 56,4 км, глубина — 2 м.
Соединяет реку Эльба у города Магдебург и реку Хафель возле города Бранденбург-ан-дер-Хафель. В 2003 году канал был также соединён с Среднегерманским каналом посредством Магдебургского водного моста.
Канал является частью протяженного пути от Берлина до Рейна. Канал обслуживается пятью шлюзами.